# Viktor Logunov
Viktor Alekseyevich Logunov (em russo:  Виктор Алексеевич Логунов; 21 de julho de 1944 – 10 de outubro de 2022) foi um ciclista russo. Conquistou a medalha de prata nos Jogos Olímpicos de Tóquio 1964.